# 미카엘 롱스달
마이쾰 롱스달(Michael Lonsdale, 프랑스어 발음: [majkœl], 1931년 5월 24일 ~ 2020년 9월 21일)은 프랑스의 배우이다.

## 출연 작품

### 영화
- 자칼의 날 (1973)
- 007 문레이커 (1979)
- 장미의 이름 (1986)
- 남아있는 나날 (1993)
- 로닌 (1998)
- 뮌헨 (2005) - "파파" 역
- 보이지 않는 사랑 (2005, Les invisibles) - 수위 역
- 신경쇠약 직전의 신부 (2005, Gentille) - 장 역
- Le parfum de la dame en noir (2005)
- Bye Bye Blackbird (2005) - 로버트 역
- 고야의 유령 (2006) - 그레고리오 신부 역
- Jeanne à petits pas (2006) - 단편
- 신과 인간 (2010)